# Russian Circles
Russian Circles - trzyosobowa grupa muzyczna pochodząca z Chicago. Podobnie jak inny zespół z Chicago, Pelican, w swojej muzyce łączą dźwięki zaliczane do metalu z delikatnymi wstawkami. Są także znani z pełnych energii koncertów. Ich muzykę zaliczono do kategorii post-rock, czy nawet post-metal.
Początki grupy sięgają końca 2004 roku, gdy gitarzysta Mike Sullivan, basista Colin DeKuiper (obaj należący do innej instrumentalnej grupy Dakota/Dakota) i Dave Turncrantz, sformowali w St Louis grupę Riddle of Steel, która przekształciła się w obecne Russian Circles. Obecnie miejsce Colina DeKuipera zajął Brian Cook.
Zespół jest związany z wytwórnią Flameshovel Records.
Russian Circles po raz pierwszy przyjechali do Polski w 2010 roku. Odbyły się dwa koncerty: 28.03 w Poznaniu "Pod Minogą" i 29.03 w klubie "Ucho" w Gdyni, gdzie supportowani byli przez trójmiejskie zespoły The Dionysos oraz Proghma-C.

## Aktualni członkowie
- Mike Sullivan – gitara
- Colin DeKuiper– gitara basowa (obecnie Brian Cook (z zespołów Botch i These Arms are Snakes))
- Dave Turncrantz – perkusja

## Dyskografia
- Russian Circles (EP 2004, self-released)
- Enter (CD 2006, Flameshovel Records)
- Enter (LP 2006, Friction Records)
- Upper Ninety (Single 2006, Suicide Squeeze Records)
- Suicide Squeeze Records – Slaying Since 1996 (Compilation 2006, Suicide Squeeze Records)
- Station (LP 2008, Suicide Squeeze Records)
- Geneva (LP, 2009, Suicide Squeeze Records)
- Empros (LP, 2011, Sargent House)
- Memorial (LP, 2013, Sargent House)
- Guidance (2016, Sargent House )